# 3289 Mitani
3289 Mitani è un asteroide della fascia principale. Scoperto nel 1934, presenta un'orbita caratterizzata da un semiasse maggiore pari a 2,3262794 UA e da un'eccentricità di 0,2086861, inclinata di 1,76140° rispetto all'eclittica.
L'asteroide è dedicato all'astronomo giapponese Tetsuyasu Mitani.